# Colobridge GmbH
Colobridge GmbH (укр. Колобрідж) — українсько-німецька компанія, що спеціалізується на IT-інфраструктурних рішеннях для бізнесу. Компанія надає послуги оренди хмарної інфраструктури, виділених серверів, розміщення обладнання, послуги IT-консалтингу, а також хмарні та фізичні продукти за сервісною моделлю.

## Історія
Colobridge GmbH заснована у 2010 році. Один із засновників та генеральний директор — Кирил Марченко.
Структура інвесторів включає банківський та державний сектори: Handwerkskammer Hamburg, Commerzbank, UniCredit, DZ Bank, LBB, Berliner Volksbank, Deutsche Bank.
Офіси розташовані у двох містах Німеччини — Берліні та Франкфурті-на-Майні.
Colobridge GmbH є офіційним членом RIIPE (ASN: AS197252) та срібним партнером Veeam (сертифікати Veeam Sales Professional та Veeam Technical Sales Professional).
Основні постачальники апаратного та програмного забезпечення: Supermicro, DELL, HPE, CISCO, IBM, Microsoft, VMware, Fortinet, VEEAM.
Працюють дві партнерських програми: реферальна та перепродажна (прибуток партнерів сягає 30 %).

### Технологічна платформа Colobridge
Обладнання Colobridge GmbH розміщене на базі двох німецьких дата-центрах у місті Франкфурт-на-Майні, що є одним з найбільших хабів дата-центрів в Європі. На базі територіально розподілених машинних залів, що об'єднані технологічною платформою Colobridge, клієнти компанії отримують провідні рішення від двох незалежних географічно віддалених дата-центрів від одного постачальника послуг та можуть будувати максимально відмовостійкі інфраструктурні рішення.
Дата-центри, на базі яких працює технологічна платформа Colobridge GmbH, належать провідним світовим операторам: Telehouse/KDDI (№ 3 в Європі) та Equinix (№ 1 у світі) за даними Cloudscene Rankings 2022. Реалізована можливість доступу до гіперскейлерів[невідомий термін] AWS, Microsoft Azure Google Cloud Platform через Cloud Exchange, а також до більш ніж 500 операторів зв'язку.
Сервери компанії підключені до найбільшої точки обміну трафіку у світі DE-CIX (піковий трафік понад 21,6 Тбіт/с). Frankfurt Metropolitan Area показує найбільший у світі Uptime (99,9999 %).

## Продукти
Хмарні рішенняПублічна хмара (IaaS), Приватна хмара (Private Cloud), Гібридна хмара (Hybrid Cloud), Хмарний VDS/VPS,
Апаратні рішенняРозміщення обладнання (Colocation), Виділене обладнання (Dedicated)
ПослугиРезервне копіювання (BaaS), Аварійне відновлення інфраструктури (DRaaS), Блокове сховище (Block Storage), Апаратний фаєрвол (FWaaS), Оренда фізичних портів (Port aaS), Міграція в хмару, Адміністрування, Віддалені руки у Франкфурті (Remote Hands), Хмарний консалтинг.

## Клієнти та справи
Географія клієнтів охоплює більш ніж 50 країн світу, більшість з яких зосереджена у Східній Європі. Структура клієнтів охоплює інвестиційну галузь (20 %), промисловий та виробничий сектор (14 %), ритейл (14 %), fintech (13 %), IT (12 %), HoReCa та послуги (12 %), агропромисловість (5 %), фармацевтичну галузь (5 %) та інші індустрії (5 %).
До переліку клієнтів Colobridge GmbH входять DTEK, Multiplex, Eterna, AIK Group, Total Fluid Management Company, ASTOR, StarLadder, Softlist, GLOVO, «ДЕКА», «ЦУМ Київ», «Є-Гроші», «ПрофСервіс», «Стальканат», «РУКОЛА» та інші. В списку присутні тільки ті компанії, які дали згоду на розміщення інформації, більшість клієнтів користуються договором NDA.
Восени 2017 року на платформу Colobridge була перенесена частина серверів мережі кінотеатрів Multiplex. Це дозволило організувати централізований сервіс з продажу та повернення білетів, який легко масштабувати на нові кінотеатри.
У 2021 році свою зовнішню IT-інфраструктуру на платформу Colobridge переніс онлайн-сервіс мікрокредитування «Є-Гроші». Компанія отримала надійний технологічний майданчик для розміщення своїх застосунків, комплекс рішень з рук єдиного постачальника, можливість масштабувати бізнес у майбутньому, а також бажаний рівень фізичної та юридичної безпеки для чутливих фінансових даних.

## Соціальна активність
На початку повномасштабного вторгнення у 2022 році Colobridge GmbH однією з перших долучилася до волонтерської ініціативи www.standwithukraine.com.ua, метою якої є донесення до іноземців основних способів того, як вони можуть допомогти українській армії та українцям у протистоянні з агресором.
У рамках підтримки українського бізнесу на початку 2023 року новим клієнтам — юридичним особам, зареєстрованим в Україні — доступно 2 ТБ у репозиторії Colobridge під зберігання резервних копій даних протягом 6 місяців. Спеціальна програма діє до закінчення воєнного стану в Україні.